# Myctophum brachygnathum
Myctophum brachygnathum és una espècie de peix de la família dels mictòfids i de l'ordre dels mictofiformes.

## Depredadors
A les Filipines és depredat per Lagenodelphis hosei i Stenella longirostris.

## Hàbitat
És un peix marí i d'aigües profundes.

## Distribució geogràfica
Es troba des de les Filipines fins a Austràlia (incloent-hi Papua Nova Guinea). També és present a les Hawaii i el Mar de la Xina Meridional.